# Pro14 Rainbow Cup 2021
La Pro14 Rainbow Cup de 2021 fue la primera edición del torneo para clubes del Pro14.
Fue el primer torneo en el cual se enfrentaron los clubes del Pro14 y los equipos sudafricanos que anteriormente disputaban el Súper Rugby, en un principio se pensó que los clubes se enfrentaran en una fase regular, pero al final esto no sucedió debido a las restricciones relacionadas con la pandemia de COVID-19.

## Formato
Los equipos se ubicaron en dos grupos, según el continente al cual pertenecen, los dos equipos que al finalizar la fase regular lideren sus grupos, clasificaran a la final del torneo.

## Grupo Europa
| Pos. | Equipo           | Encuentros | Encuentros | Encuentros | Encuentros | Tantos | Tantos | Tantos | PB | PB | Puntos |
| Pos. | Equipo           | PJ         | PG         | PE         | PP         | F      | C      | Dif    | BO | BD | Puntos |
| ---- | ---------------- | ---------- | ---------- | ---------- | ---------- | ------ | ------ | ------ | -- | -- | ------ |
| 1.º  | Benetton         | 5          | 4          | 1          | 0          | 125    | 78     | +47    | 2  | 0  | 22     |
| 2.º  | Munster          | 5          | 4          | 0          | 1          | 170    | 75     | +95    | 3  | 1  | 20     |
| 3.º  | Glasgow Warriors | 5          | 4          | 0          | 1          | 121    | 117    | +4     | 3  | 0  | 19     |
| 4.º  | Leinster         | 5          | 3          | 0          | 2          | 124    | 87     | +37    | 2  | 1  | 15     |
| 5.º  | Cardiff Blues    | 5          | 3          | 0          | 2          | 124    | 123    | +1     | 2  | 1  | 15     |
| 6.º  | Connacht         | 5          | 3          | 0          | 2          | 109    | 133    | -24    | 2  | 0  | 14     |
| 7.º  | Scarlets         | 5          | 1          | 2          | 2          | 110    | 115    | -5     | 2  | 1  | 13     |
| 8.º  | Ospreys          | 5          | 2          | 1          | 2          | 103    | 88     | +15    | 2  | 1  | 11     |
| 9.º  | Edinburgh        | 5          | 1          | 1          | 3          | 126    | 140    | -14    | 2  | 2  | 10     |
| 10.º | Ulster           | 5          | 1          | 1          | 3          | 85     | 116    | -31    | 2  | 2  | 8      |
| 11.º | Dragons          | 5          | 1          | 0          | 4          | 117    | 156    | -39    | 2  | 1  | 7      |
| 12.º | Zebre            | 5          | 0          | 0          | 5          | 88     | 174    | -86    | 0  | 3  | 3      |

|  | Finalista. |

#### Fecha 1
| 23 de abril de 2021 | Ulster | 24 - 26 | Connacht |  |  |

| 23 de abril de 2021 | Edinburgh | 24 - 18 | Zebre |  |  |

| 24 de abril de 2021 | Benetton | 46 - 19 | Glasgow Warriors |  |  |

| 24 de abril de 2021 | Ospreys | 36 - 14 | Cardiff Blues |  |  |

| 24 de abril de 2021 | Leinster | 3 - 27 | Munster |  |  |

| 25 de abril de 2021 | Dragons | 52 - 32 | Scarlets |  |  |

#### Fecha 2
| 7 de mayo de 2021 | Zebre | 20 - 25 | Benetton |  |  |

| 7 de mayo de 2021 | Munster | 38 - 10 | Ulster |  |  |

| 7 de mayo de 2021 | Glasgow Warriors | 29 - 19 | Edinburgh |  |  |

| 8 de mayo de 2021 | Connacht | 21 - 50 | Leinster |  |  |

| 8 de mayo de 2021 | Scarlets | 22 - 6 | Ospreys |  |  |

| 9 de mayo de 2021 | Cardiff Blues | 17 - 16 | Dragons |  |  |

#### Fecha 3
| 14 de mayo de 2021 | Munster | 20 - 24 | Connacht |  |  |

| 14 de mayo de 2021 | Leinster | 21 - 17 | Ulster |  |  |

| 15 de mayo de 2021 | Scarlets | 28 - 29 | Cardiff Blues |  |  |

| 15 de mayo de 2021 | Benetton | 34 - 27 | Zebre |  |  |

| 15 de mayo de 2021 | Edinburgh | 24 - 31 | Glasgow Warriors |  |  |

| 16 de mayo de 2021 | Dragons | 26 - 42 | Ospreys |  |  |

#### Fecha 4
| 28 de mayo de 2021 | Munster | 31 - 27 | Cardiff Blues |  |  |

| 29 de mayo de 2021 | Ulster | 0 - 0 | Scarlets |  |  |

| 29 de mayo de 2021 | Benetton | 20 - 12 | Connacht |  |  |

| 29 de mayo de 2021 | Dragons | 16 - 27 | Glasgow Warriors |  |  |

#### Fecha 5
| 4 de junio de 2021 | Connacht | 26 - 19 | Ospreys |  |  |

| 4 de junio de 2021 | Glasgow Warriors | 15 - 12 | Leinster |  |  |

| 5 de junio de 2021 | Edinburgh | 31 - 34 | Ulster |  |  |

| 5 de junio de 2021 | Cardiff Blues | 37 - 12 | Zebre |  |  |

#### Fecha 6
| 11 de junio de 2021 | Zebre | 11 - 54 | Munster |  |  |

| 11 de junio de 2021 | Leinster | 38 - 7 | Dragons |  |  |

| 12 de junio de 2021 | Ospreys | 0 - 0 | Benetton |  |  |

| 13 de junio de 2021 | Scarlets | 28 - 28 | Edinburgh |  |  |

## Grupo Sudáfrica
| Pos. | Equipo   | Encuentros | Encuentros | Encuentros | Encuentros | Tantos | Tantos | Tantos | PB | PB | Puntos |
| Pos. | Equipo   | PJ         | PG         | PE         | PP         | F      | C      | Dif    | BO | BD | Puntos |
| ---- | -------- | ---------- | ---------- | ---------- | ---------- | ------ | ------ | ------ | -- | -- | ------ |
| 1.º  | Bulls    | 6          | 5          | 0          | 1          | 183    | 117    | +66    | 4  | 1  | 25     |
| 2.º  | Stormers | 6          | 2          | 1          | 3          | 137    | 143    | -6     | 2  | 3  | 17     |
| 3.º  | Sharks   | 6          | 3          | 0          | 3          | 153    | 179    | -26    | 3  | 1  | 16     |
| 4.º  | Lions    | 6          | 1          | 1          | 4          | 127    | 161    | -34    | 3  | 1  | 8      |

|  | Finalista. |

#### Fecha 1
| 1 de mayo de 2021 | Stormers | 30 - 33 | Sharks |  |  |

| 1 de mayo de 2021 | Bulls | 22 - 9 | Lions |  |  |

#### Fecha 2
| 8 de mayo de 2021 | Sharks | 34 - 26 | Lions |  |  |

| 8 de mayo de 2021 | Stormers | 16 - 20 | Bulls |  |  |

#### Fecha 3
| 15 de mayo de 2021 | Lions | 37 - 39 | Stormers |  |  |

| 15 de mayo de 2021 | Bulls | 43 - 9 | Sharks |  |  |

#### Fecha 4
| 22 de mayo de 2021 | Sharks | 22 - 25 | Stormers |  |  |

| 22 de mayo de 2021 | Lions | 34 - 33 | Bulls |  |  |

#### Fecha 5
| 4 de junio de 2021 | Bulls | 31 - 27 | Stormers |  |  |

| 5 de junio de 2021 | Lions | 21 - 33 | Sharks |  |  |

#### Fecha 6
| 12 de junio de 2021 | Stormers | 0 - 0 | Lions |  |  |

| 12 de junio de 2021 | Sharks | 22 - 34 | Bulls |  |  |

## Final
| 19 de junio de 2021 | Benetton | 35 - 8  | Bulls | Stadio Comunale di Monigo, Treviso |  |
|                     |          | Reporte |       |                                    |  |

| Bandera de Italia      |
| Campeón Benetton Rugby |
| Primer título          |